# Bistum Lübeck

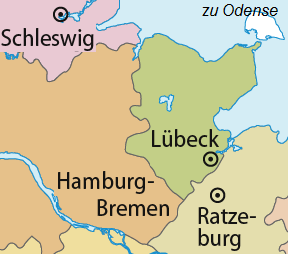
Bistum Lübeck, Diözesangebiet

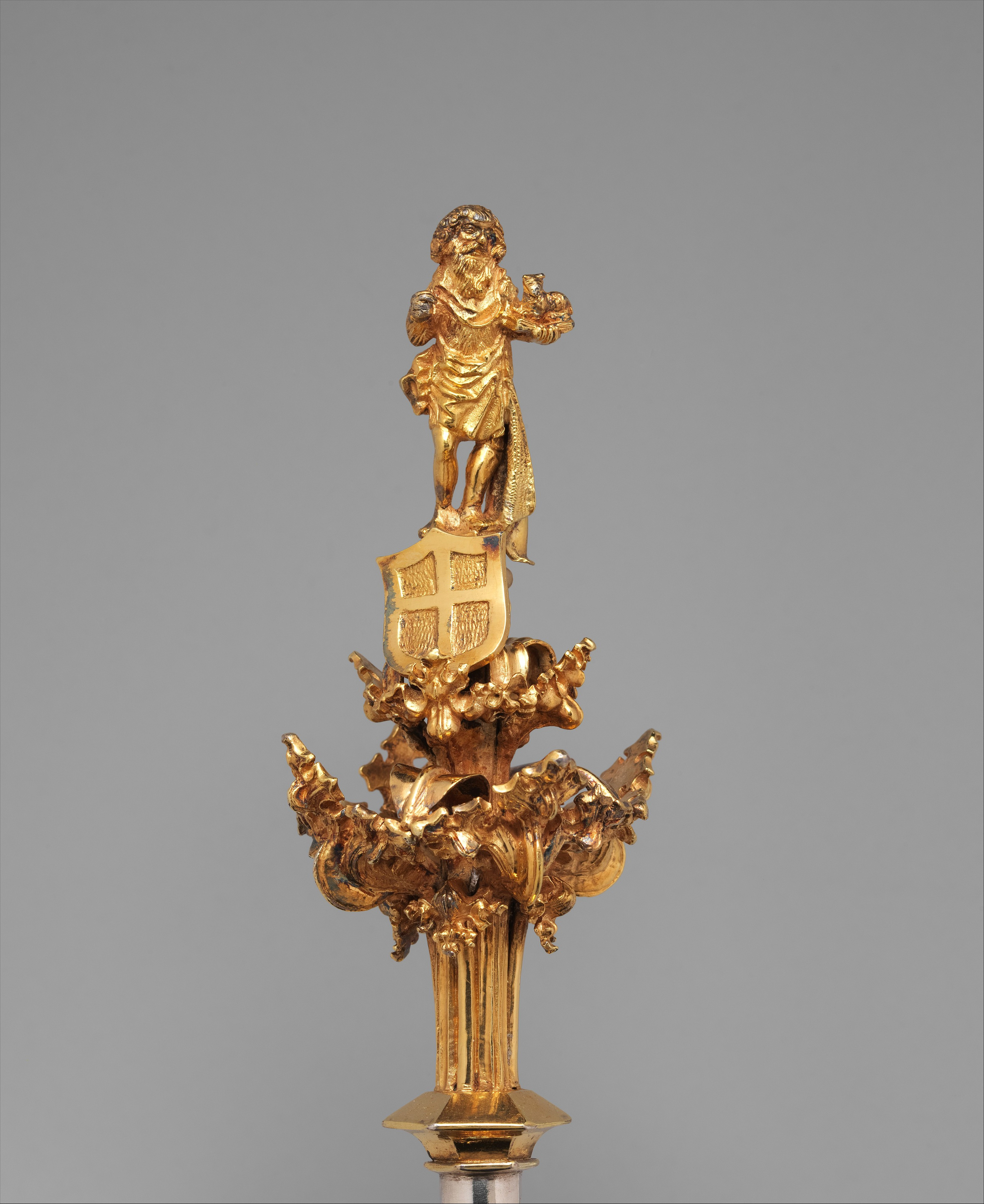
Der Bistumspatron Johannes der Täufer und das Wappen von Bistum und Kapitel an einem nach 1478 umgearbeiteten Zepter, heute in The Cloisters

Das Bistum Lübeck war ein römisch-katholisches Bistum im heutigen Schleswig-Holstein. Es bestand von 1160 bis 1535 als katholisches Bistum, anschließend weiter als evangelisches Bistum bzw. als Lübeckische Landeskirche bis 1977, als es mit drei Nachbarkirchen zur Nordelbischen Kirche fusionierte.
Das weltliche Hochstift Lübeck bestand als evangelisches geistliches Territorium bis zur Säkularisation 1803, als es ins Fürstentum Lübeck überführt wurde.

## Gründung in Oldenburg
Nachdem der Versuch, Ende des 10. Jahrhunderts mit dem Bistum Oldenburg die Slawen zu missionieren, 1066 endgültig scheiterte, wurde 1126 die Slawenmission von Bremen aus erneut aufgenommen.
Nach wechselhaften Anfängen überreichte Kaiser Lothar 1134 auf Anregung des Bischofs dem Hochstift Burg und Stift Segeberg. 1156 mit weiteren 300 Hufen Land ausgestattet, begründete der Bischof auf diesem Land Markt und Bischofshof Eutin.

## Verlegung nach Lübeck
1160 oder 1163 wurde der Bischofssitz durch Herzog Heinrich den Löwen von Oldenburg in Holstein nach Lübeck verlegt, wo zugleich ein Domkapitel begründet wurde.
1173 ging die Investitur des Bischofs vom Herzog an den Kaiser über. Innerhalb des Bistums entwickelte sich seit dieser Zeit auch zunehmend die Pfarrorganisation. Gab es außerhalb Lübecks 1163 nur 15 Pfarrkirchen, so stieg die Zahl derselben bis 1200 auf etwa 21 und bis 1259 etwa 45 Pfarrkirchen.
Durch das Aufstreben des Bürgertums im 13. Jahrhundert kam es zu Auseinandersetzungen zwischen den Vertretern der bürgerlichen und denen der geistlichen Macht. So flüchtete Lübecks Bischof Burkhard von Serkem mehrfach nach Eutin und gründete dort das Kollegiatstift Eutin, das den Umbau der St.-Michaelis-Kirche vom romanischen zum gotischen Stil förderte. Damit wollte er den Lübeckern zeigen, dass der Bischofssitz auch woanders als in der Hansestadt sein könnte, was letztendlich auch für einige Jahre geschah.

## Blütezeit

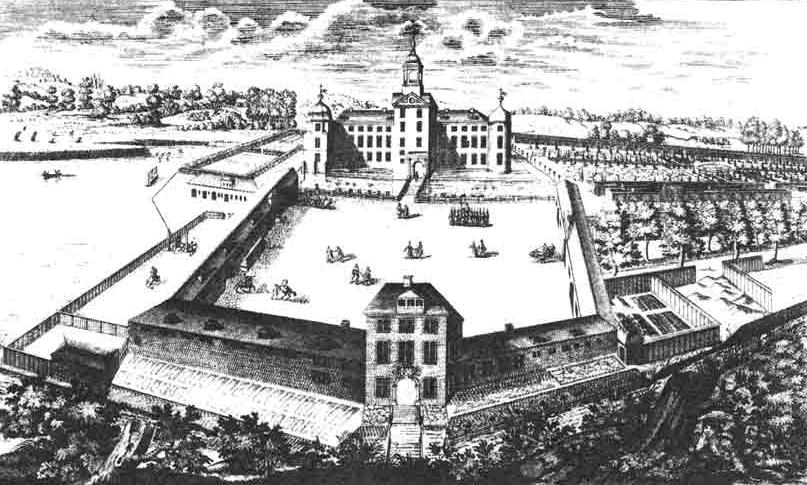
Schloss Eutin

Das Domkapitel, welches wirtschaftlich stets vom Bischof getrennt war, umfasste 1160 einen Propst und 12 Präbenden. Bereits im 13. Jahrhundert vornehmlich mit Bürgerlichen besetzt, wuchs das Kapitel bis ins 14. Jahrhundert auf 30 Präbenden an, von denen jedoch lediglich 19 Sitz und Stimme im Kapitel hatten. Gemäß den Statuten sollten nach 1400 16 Domherren Priester sein, 1524 waren es von 28 residierenden Domherren 25. Das Kapitel ergänzte sich im Turnus selbst; lediglich 3 Prälaturen und 5 Präbenden wurden durch den Bischof besetzt.
1524 konnte das Bistum 57 Pfarreien vorweisen, von denen lediglich 3 dem Bischof inkorporiert waren. Hierzu kamen noch 200 Vikarien innerhalb Lübecks und 150 Vikarien außerhalb der Stadt. Neben zwei Stiften (Segeberg und Eutin), fünf Männerklöstern und drei Frauenklöstern gab es noch 20 niedere Pfründen.
Das Bistum umfasste lediglich ein Archidiakonat, und der Dompropst amtierte zugleich als Archidiakon. Seit 1396 gab es auch Generaloffiziale. Der Bischof, welcher für gewöhnlich im Schloss Eutin residierte, setzte der Reformation nichts entgegen. So wurden bereits 1531 (für die Stadt Lübeck) und 1542 (für das Stiftsgebiet) protestantische Kirchenordnungen erlassen.

## Reformation

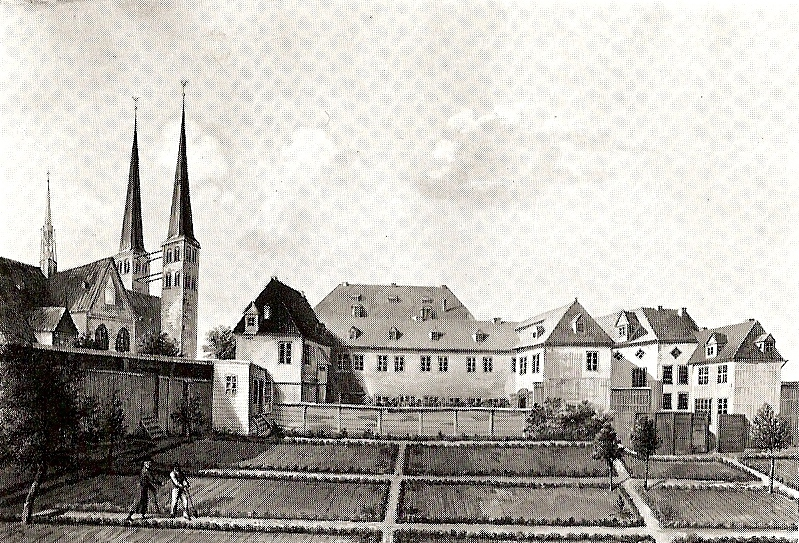
Bischofssitz am Lübecker Dom vor 1819

Während das Bistum als geistliche Einheit in der Reformation unterging, blieb der Besitz von Kapitel und Bischof, das Hochstift Lübeck, als Territorium erhalten. 